# رود لوخ
رود لوخ (به لاتین: Lukh) یک رود در روسیه است که در استان ایوانوف واقع شده‌است.